# Snow Prince: Kinjirareta Koi no Melody
Snow Prince - Forbidden Love Melody (スノープリンス 禁じられた恋のメロディ Sunō Purinsu: Kinjirareta Koi no Merodii) là một bộ phim Nhật Bản năm 2009, dựa trên tiểu thuyết A Dog of Franders và Melody - một bộ phim của Anh năm 1971 nói về câu chuyện tình của hai đứa trẻ. Đạo diễn bởi Matsuoka Joji và kịch bản viết bởi Koyama Kundō - người viết kịch bản cho phim Departures. Bộ phim là câu chuyện cảm động về tình bạn thời thơ ấu giữa Sayo và Sota.
Dàn diễn viên của phim được tiết lộ vào ngày 11 tháng 5 năm 2009. Việc quay phim được thực hiện từ ngày 11 tháng 5 năm 2008 đến tháng 2 năm 2009 tại một ngôi làng ở Shōnai, Yamagata. Bài hát chủ đề của phim có tên là Snow Prince trình bày bởi nhóm Snow Prince Gasshōdan gồm các cậu bé tầm khoảng 10 tuổi, trong đó có cả Morimoto Shintaro - diễn viên chính của bộ phim này. Bài hát ra mắt và đứng vị trí số 2 trên bảng xếp hạng của Oricon.
Snow Prince ra mắt cộng đồng quốc tế ở Flanders, Bỉ và sau đó được giới thiệu tại liên hoan phim quốc tế Hawaii năm 2009. Ngày 12 tháng 12 năm 2009, bộ phim được công chiếu tại Nhật Bản, thu về $ 845.375 (tại cả Singapore và Nhật Bản).
Nam diễn viên Kagawa Teruyuki nhận được đề cử diễn viên phụ xuất sắc nhất tại lễ trao giải Blue Ribbon lần thứ 52

## Nội dung
Bộ phim bắt đầu khi Arima Sayo, một cô gái lớn lên trong một gia đình giàu có và bây giờ đã là một người phụ nữ lớn tuổi, nhận được một tập bản thảo được viết bởi Haigo - chú hề trong rạp xiếc mà bà đã gặp cách đây nhiều năm.  Tập bản thảo nói về những sự kiện 70 năm trước, khi Sayo còn là bạn của Sota. Bộ phim quay trở về thời điểm đó, tại ngôi làng ngập tuyết trắng.
Sota là một cậu bé mồ côi sống với ông nội và Chibi, một con chó cậu nhặt được trong khi mẹ nó bị chủ đánh đến chết. Nhà họ rất nghèo, nhưng Sota chưa bao giờ từ bỏ ước mơ là trở thành họa sĩ.
Một ngày, có rạp xiếc đến biểu diễn tại làng của Sota. Ông nội Sota bảo cậu không được tới đó, nhưng cậu đã cùng Sayo lẻn vào trong rạp. Sau buổi diễn, Chibi chạy đi mất, Sota và Sayo chạy đi tìm, họ ra phía hậu trường và gặp Haigo, chú hề trong rạp xiếc và sau đó, ông cho Sota những quả trứng - thứ cậu muốn mua cho ông nội mình. Sota gọi Haigo là Kami-sama, có nghĩa là vị thần trong tiếng Nhật vì cậu tin rằng chú hề có thể đọc được suy nghĩ của mình (thực ra, Haigo đã nhìn thấy Sota đứng trước sạp bán trứng nhưng không có tiền mua).
Khi nói chuyện với bạn cùng lớp, Sayo biết đến một loại màu vẽ huyền thoại tên là Bầu trời đêm mà nguyên liệu làm ra nó chỉ có ở một cái ao trên núi. Sayo, Sota cùng các bạn đi tìm cái ao đó với nhau. Nhưng con đường tới đó rất nguy hiểm vì phải đi qua một đường hầm xe lửa. Khi đi qua đường hầm, họ suýt bị xe lửa cán. Về nhà, Sota bị ông Arima mắng vì đã đưa Sayo tới chỗ nguy hiểm, ông nói với vợ mình sẽ không cho Sayo và Sota gặp nhau nữa. Sau đó, Sota trở lại ao với Haigo và họ tìm thấy Bầu trời đêm. Sota nói với Haigo sẽ lấy ông làm mẫu vẽ, nhưng Haigo từ chối, ông bảo với Sota rằng hãy vẽ những gì trái tim mình muốn, và Sota quyết định vẽ Sayo chơi piano khi xem cô bé chơi bản Clair de lune. Để tiết kiệm tiền mua giấy vẽ, Sota đã phải nhịn đói làm việc và cậu chỉ ăn có vài hạt gạo mỗi ngày.
Ông của Sota qua đời, sau đám tang, Sota tìm tới rạp xiếc, chỉ mong nhận được sự an ủi từ chú hề Haigo, nhưng khi tới nơi, cậu mới biết rạp xiếc đã chuyển đi mất.
Trở về với hiện tại, tập bản thảo kia đã kết thúc, Sayo kể lại phần còn lại của câu chuyện.
Bất chấp những khó khăn phải đối mặt, Sota cố gắng hoàn thành bức tranh để tặng nó cho Sayo. Một buổi tối, Sota cùng Chibi đến nhà Sayo, cậu đưa bức tranh mình vẽ cho bố Sayo và nhờ ông chuyển nó cho cô bé, ông nhận lời. Sota và Chibi đi trong đêm tuyết trắng, cậu ngồi xuống bên đường để nghỉ, chợt thấy nhà kho của ông Arima bốc cháy. Cậu kêu mọi người giúp đỡ và cởi áo khoác ra dập lửa, sau đó bỏ đi trước khi ông Arima tới. Khi bố Sayo đến, đám cháy đã được dập tắt, mấy người ở đó bảo rằng có một cậu bé đi cùng một con chó đã dập giúp. Ông Arima nhận ra chiếc áo khoác của Sota rơi dưới đất, và nó đã bị cháy xém. Để cảm ơn, ông tổ chức một cuộc tìm kiếm Sota. Họ tìm khắp nơi, nhưng vẫn không thấy Sota đâu. Ông Arima hỏi Sayo rằng Sota có thể đi đâu được. Và rồi họ cũng tìm thấy. Sota và Chibi ngồi bên nhau, cạnh gốc cây, họ chết trong đêm tuyết rơi giá lạnh.
Về với hiện tại một lần nữa, người đàn ông mang tập bản thảo kia đến chào ra về. Sayo lặng lẽ mở bức tranh Sota vẽ năm xưa, ngồi xuống chơi bản nhạc Clair de lune trên cây đàn piano.

## Diễn viên
- Morimoto Shintaro trong vai Harada Sota - một cậu bé nghèo sống cùng ông nội, luôn nuôi ước mơ trở thành họa sĩ
- Kawashima Marino trong vai Arima Sayo (lúc nhỏ) - con của một gia đình giàu có trong làng, chơi piano giỏi, đặc biệt thích bản Clair de lune của Debussy, cô bé là bạn thân của Sota
- Teruyuki Kagawa trong vai Arima  Masamitsu - bố của Sayo, luôn ngăn cấm Sota và Sayo chơi với nhau vì sự thấp kém trong địa vị xã hội của nhà Sota
- Dan Rei trong vai Arima Kiyo - mẹ của Sayo, một người mẹ, người vợ giàu tình thương, khác với chồng mình, bà luôn ủng hộ Sayo chơi thân với Sota vì thấy Sota là một cậu bé tốt
- Maiko trong vai Hasegawa Yasuko - cháu gái của Sayo trong hiện tại
- Yamamoto Manabu trong vai người đàn ông mang tập bản thảo tới nhà Sayo. Ông là một người anh em cùng cha khác mẹ của Sota
- Asano Tadanobu trong vai Haigo - chú hề trong rạp xiếc. Thực ra ông là bố của Sota nhưng không nói cho cậu biết.
- Nakamura Katsuo trong vai Harada Masayoshi - ông nội của Sota. Sau này ông qua đời do mắc một căn bệnh lâu ngày. Ông luôn yêu thương và ủng hộ Sota vẽ tranh.
- Kishi Keiko trong vai Arima Sayo (hiện tại)

## Đánh giá
Snow Prince được đánh giá 40% trên Rotten Tomatoes và 7/10 từ 82 phiếu bầu trên Internet Movie Database.